# Раменки (муниципальный округ)
Ра́менки — бывший муниципальный округ Москвы, просуществовавший с 1991 года по 1995 год. Позже его территория была включена в состав нового района «Раменки».
Муниципальный округ получил своё название по реке Раменке и улице Раменки.

## История
Временный муниципальный округ «Раменки» был создан в ходе административной реформы 1991 года и входил в состав Западного административного округа Москвы.
После принятия 5 июля 1995 году закона «О территориальном делении города Москвы» территория временного муниципального округа «Раменки» была включена в состав нового района Москвы «Раменки»".

## Границы муниципального округа
Согласно распоряжению мэра Москвы «Об установлении временных границ муниципальных округов Москвы» граница муниципального округа «Раменки» проходила:
от пересечения Ломоносовского проспекта с Мичуринским проспектом, по Мичуринскому проспекту до примыкания ул. Раменки, по границе между жилым районом Раменки и территорией юго-западного зеленого клина до ул. Лобачевского, по ул. Лобачевского до ул. Пельше (ныне Мичуринский проспект), по ул. Пельше до Мичуринского пр-та, от Мичуринского пр-та по границе поймы р. Раменки до Винницкой ул., по границе производственной зоны в районе Винницкой ул. до Ломоносовского пр. (включая жилую зону с западной стороны — дома № 78, 76, 74 по Мосфильмовской улице), далее по Ломоносовскому проспекту до пересечения с Мичуринским проспектом.
Таким образом, территория временного муниципального округа была меньше территории района «Раменки», созданного в 1995 году на его основе: в его состав вошли также некоторые незаселённые и незастроенные территории, а также территория Главного Здания МГУ и дом 4 по проспекту Вернадского.